# Palazzo Venier dei Leoni
Palazzo Venier dei Leoni – pałac w Wenecji według projektu Lorenzo Boschetti. Budowę rozpoczęła w 1794 roku rodzina Venier, ale z powodu kłopotów finansowych inwestora, nigdy nie została ona ukończona. Nazwa budynku, obok nazwiska pierwszych właścicieli, pochodzi od kamiennych figur lwów stojących na cokole jego fasady. Obok pałacu znajduje się jeden z nielicznych w Wenecji ogrodów. W 1949 roku Palazzo zakupiła amerykańska kolekcjonerka dzieł sztuki, Peggy Guggenheim. Dziś w pałacu mieści się galeria sztuki jej imienia, Peggy Guggenheim Collection, należąca do Fundacji Solomona Guggenheima. Muzeum posiada zbiory amerykańskiej i europejskiej sztuki współczesnej, w tym prace Picassa, Dalego, Magritte'a, Brâncușiego i Pollocka.